# Хорса
Хорса (ест. Horsa) — село в Естонії, входить до складу волості Риуге, повіту Вирумаа.